# سمینار حقوقی اوربینو اروپا
سمینار حقوقی اوربینو اروپا یک دوره تابستانی است که هر سال از سال ۱۹۵۹ توسط مرکز مطالعات حقوقی اروپا اوربینو برگزار می‌شود. این سخنرانی‌ها با مراجعه به استادان بسیاری از کشورهای اروپایی و با تمرکز بر موضوعات جاری حقوق اروپا، حقوق بین‌الملل خصوصی، حقوق تطبیقی و حقوق ایتالیایی در دانشکده حقوق دانشگاه اروبینو به زبان‌های فرانسه، ایتالیایی و انگلیسی برگزار می‌شود.
پس از سمینار، به شرکت کنندگان گواهی به عنوان اثبات حضور خود داده می‌شود. بسته به تخصص انتخاب شده و در صورت موفقیت در امتحان، به شرکت کنندگان نیز مدرک دیپلم از دانشکده حقوق دانشگاه اروبینو در هر دو حقوق تطبیقی، مطالعات اروپایی، مطالعات پیشرفته در حقوق اروپا یا مطالعات پیشرفته اروپا اعطا می‌شود.

## تاریخچه
سمینار حقوق اروپا در اوربینو در بیست و چهارم اوت سال ۱۹۵۹ توسط هنری باتیفول، فوسیون، الساندرو میگلایزا، Francesco Capotorti , Enrico Paleari و Germain Bruillard افتتاح شد. تا سال ۲۰۰۴، سینو و سیمئون دل دوکا از نیکوکاران اصلی این سمینار بودند. از سال ۲۰۰۹، معلمان و محققان مرکز مطالعات حقوقی اروپا در اوربینو، اعضای گروه گالیله، از ابتکار همکاری‌های علمی بین فرانسه و ایتالیا به نام گالیله بودجه دریافت می‌کنند.

## سخنرانی‌ها
از زمان ایجاد سمینار، بخش قابل توجهی از سخنرانی‌ها توسط استادان ارائه شده‌است که همچنین استادان مهمان در آکادمی حقوق بین‌الملل لاهه بودند: ریکاردو موناکو (لاهه ۱۹۴۹، ۱۹۶۰، ۱۹۶۸، ۱۹۷۷)، پیرو زیکاردی (۱۹۵۸، ۱۹۷۶)، هنری باتیفول (۱۹۵۹، ۱۹۶۷، ۱۹۷۳)، ایوان لوسووران (۱۹۵۹، ۱۹۷۳)، ماریو جولیانو (۱۹۶۰، ۱۹۶۸، ۱۹۷۷)، فوسیون Francescakis (1964)، فریتز شویند (۱۹۶۶، ۱۹۸۴)، ایگناز Seidl-Hohenveldern (1968، ۱۹۸۶)، Edoardo Vitta (1969، ۱۹۷۹)، Alessandro Migliazza (1972)، René Rodière (1972)، Georges Droz (1974، ۱۹۹۱، ۱۹۹۹)، Pier Gothot (1981)، اریک Jayme (1982، ۱۹۹۵، ۲۰۰۰)، برنارد ممیزی (۱۹۸۴، ۲۰۰۳)، میشل پیلیشت (۱۹۸۷)، پیر بولر (۱۹۸۹)، پیر مایر (۱۹۸۹، ۲۰۰۷)، تیتو بالارینو (۱۹۹۰)، هلن گودمت-تالون (۱۹۹۱، ۲۰۰۵)، آلگریا Borrás (1994، ۲۰۰۵)، Francesco Capotorti (1995)، Bertrand Ancel (1995)، Giorgio Sacerdoti (1997)، José Carlos Fernández Rozas (2001)، Horatia Muir Watt (2004)، Andrea Bonomi (2007)، Dário Moura Vicente (2008)، ماتیاس ممیزی (۲۰۱۲)، کریستین کوهلر (۲۰۱۲)، Fabrizio Marrella (2013)، ientienne Pataut (2013).